# Di shtifmuter
Di shtifmuter ist der Titel eines jiddischen Stummfilmdramas, das bei der Filmgesellschaft Siła-kino entstand, die der Produzent Mordka (Mordechaj) Towbin 1908 im damals zum Kaiserreich Russland gehörigen Warschau gegründet hatte; es kam unter dem polnischen Titel Macocha im Dezember 1911 in die Kinos.

## Hintergrund
Zugrunde lag dem Film das gleichnamige Bühnenstück von Jakub Gordin (jiddisch: יעקבֿ גאָרדין). Die Aufnahmen wurden in Warschau gemacht.
Weder der Name des Regisseurs noch der des Photographen sind überliefert. Bei ersterem könnte es sich um Andrzej Marek, bei letzterem um Stanisław Sebel gehandelt haben, welcher zu dieser Zeit für Siła-kino als Operateur arbeitete.
Der Film ist nicht erhalten.
Abraham Izaak Kamiński drehte 1914 unter dem gleichen Titel bei der Kosmofilm des Henryk Finkelstein ein remake des Stoffes mit der Schauspielertruppe seines jiddischen Theaters.